# Anne Lauber-Rönsberg
Anne Lauber-Rönsberg ist eine deutsche Rechtswissenschaftlerin mit den Forschungsschwerpunkten Urheberrecht, Äußerungsrecht sowie Datenschutzrecht. Sie ist Professorin an der Technischen Universität Dresden.

## Leben
Lauber-Rönsberg studierte Rechtswissenschaften an der Universität Passau, der Universität Lausanne sowie der Ruprecht-Karls-Universität Heidelberg. Einen Abschluss als Master of Laws erwarb sie an der University of Edinburgh, ihr Rechtsreferendariat absolvierte sie u. a. bei der  Europäischen Kommission, das zweite Staatsexamen legte sie am Berliner Kammergericht ab. In der Folge war sie als wissenschaftliche Mitarbeiterin am Institut für Geistiges Eigentum, Wettbewerbs- und Medienrecht der Technischen Universität Dresden, wo sie 2011 mit einer Dissertation zum Thema „Urheberrecht und Privatgebrauch – eine rechtsvergleichende Untersuchung des deutschen und des britischen Rechts“ promovierte; für diese Arbeit erhielt sie 2012 den Heinrich-Hubmann-Preis der Verwertungsgesellschaft Wort. 2015 wurde Lauber-Rönsberg Juniorprofessorin für Bürgerliches Recht, Immaterialgüterrecht, insbesondere Urheberrecht, Medien- und Datenschutzrecht in Dresden, zunächst an der Juristischen Fakultät, ab 2020 an der Philosophischen Fakultät angesiedelt. Zum März 2021 wurde sie ebendort ordentliche Professorin.
Lauber-Rönsberg ist Vorsitzende verschiedener Prüfungsausschüsse sowie Mitglied des Arbeitskreises Digital Humanities an der TU Dresden. Zudem ist sie Mitglied des Vorstands der Bezirksgruppe Mitte-Ost der Deutschen Vereinigung für gewerblichen Rechtsschutz und Urheberrecht, Mitglied der Deutschen Gesellschaft für Recht und Informatik und Mitglied des Herausgeberkreises des Archivs für Medienrecht und Medienwissenschaft. Sie fungiert als Schiedsrichterin am Deutschen Medienschiedsgericht.

## Schriften (Auswahl)
- mit Björn Knudsen: Schutz wissenschaftlicher Leistungen an Hochschulen und Forschungseinrichtungen. Springer, Berlin/Heidelberg/New York 2005, ISBN 978-3-540-25231-3.
- mit Horst-Peter Götting: Der Schutz nachgelassener Werke unter besonderer Berücksichtigung der Verwertung von Handschriften durch Bibliotheken. Nomos, Baden-Baden 2006, ISBN 978-3-8329-2350-1.
- mit Horst-Peter Götting: Aktuelle Entwicklungen im Persönlichkeitsrecht. Nomos, Baden-Baden 2010, ISBN 978-3-8452-2196-0.
- Urheberrecht und Privatgebrauch – eine rechtsvergleichende Untersuchung des deutschen und des britischen Rechts. (= Dissertation) Nomos, Baden-Baden 2011, ISBN 978-3-8329-6582-2.
- mit Louisa Specht-Riemenschneider und Maximilian Becker: Medienrecht im Medienumbruch: Junge Wissenschaft zum gewerblichen Rechtsschutz, Urheber- und Medienrecht. Nomos, Baden-Baden 2017, ISBN 978-3-8487-3267-8.
- mit Paul Baumann und Philipp Krahn: Forschungsdatenmanagement und Recht: Datenschutz-, Urheber- und Vertragsrecht. Wolfgang Neugebauer Verlag, Düns 2021, ISBN 978-3-85376-328-5.